# Sozialdemokratische Partei (Japan)
Die japanische Sozialdemokratische Partei (SDP; 社会民主党, Shakai Minshutō, kurz: 社民党, Shamintō) ist eine politische Partei. Sie hat Abgeordnete in beiden Kammern des japanischen Parlaments, ist jedoch als kleine Partei einzustufen, nachdem ein Großteil der Partei in der Demokratischen Partei Japans aufgegangen war. Nach dem Bericht zur Parteienfinanzierung 2016 hatte die SDP in diesem Jahr rund 15.100 Mitglieder.

## Geschichte

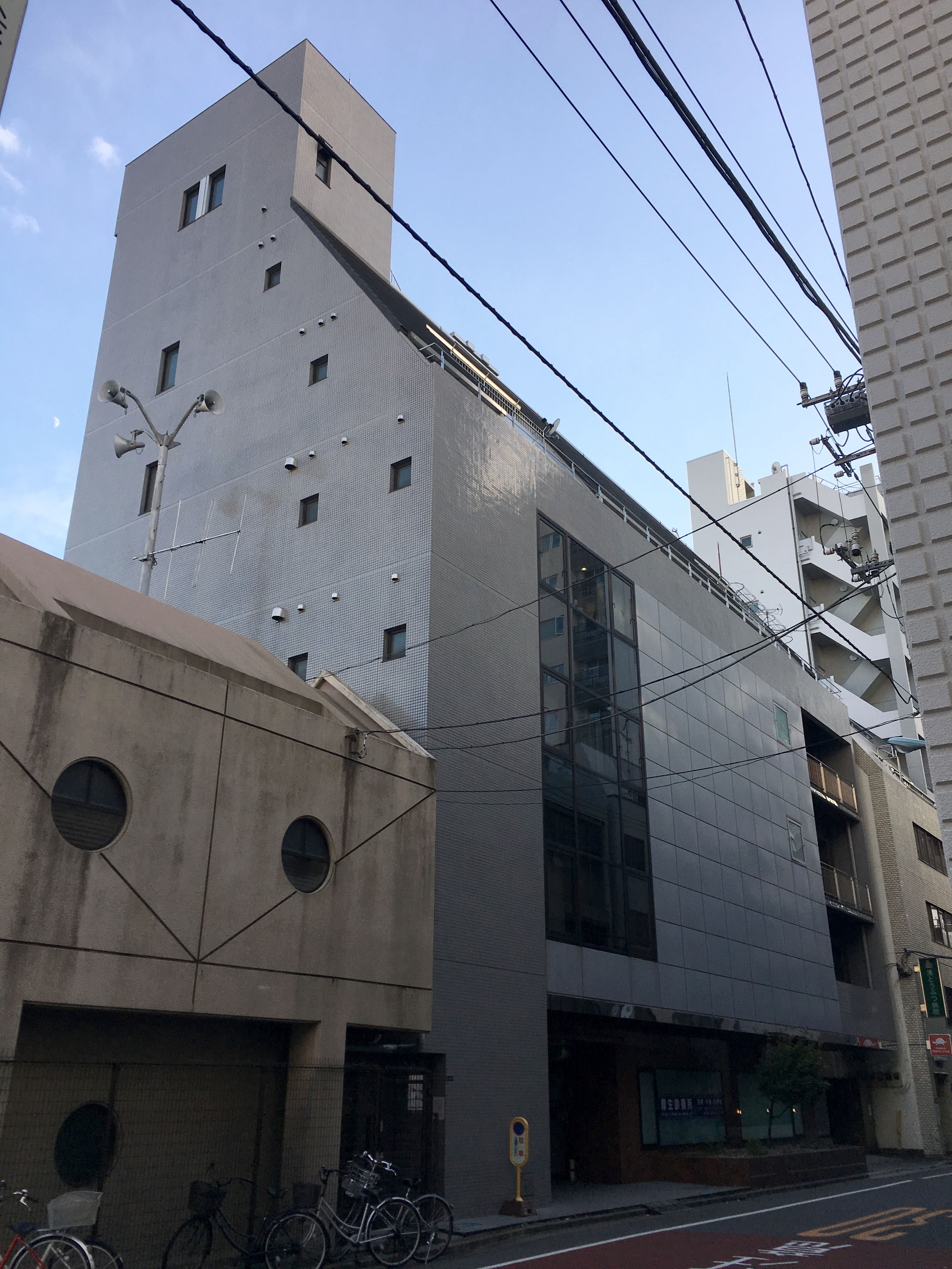
Parteizentrale im Tokioter Sonderbezirk Chūō

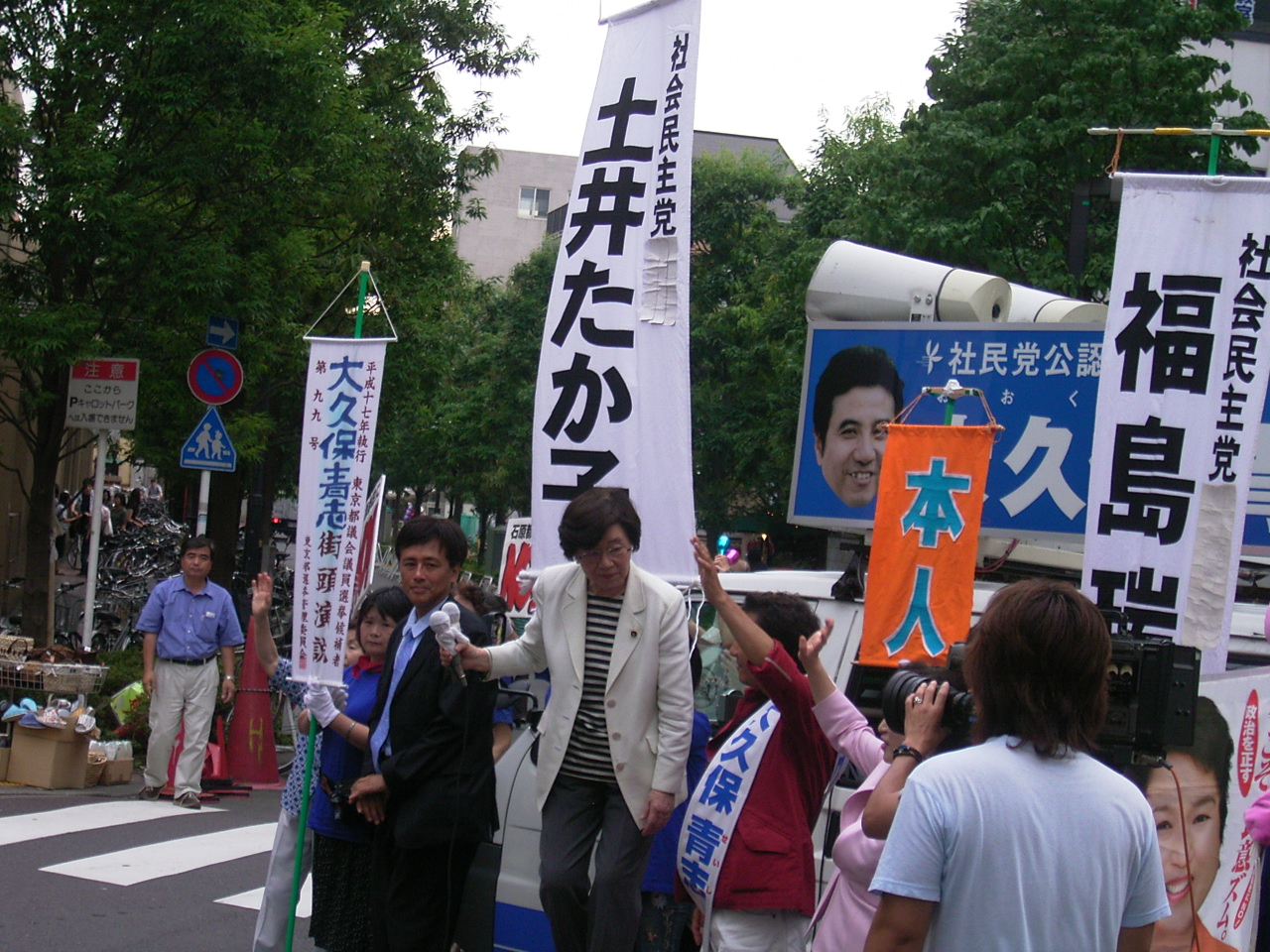
Wahlkampfveranstaltung der SDP im Unterhauswahlkampf 2005 mit Takako Doi

### Gründung
Die SDP ist Nachfolger der 1945 gegründeten Sozialistischen Partei Japans (SPJ), die von 1994 bis 1996 mit Tomiichi Murayama den Premierminister stellte. Während die SPJ/SDP zahlreiche Mitglieder an die Vorläufer der Demokratischen Partei verlor, änderte die Partei 1996 ihren Namen – der englische Name war bereits 1991 in Social Democratic Party of Japan geändert worden – in Sozialdemokratische Partei und verlor gleichzeitig einige Mitglieder an die Neue Sozialistische Partei.
Seit der Umbenennung der Partei versuchte die Partei gemäßigtere Positionen einzunehmen. Zentrale außenpolitische Forderungen der SDP sind die Bewahrung des Artikels 9 der japanischen Verfassung und die Ablehnung der Entsendung von Soldaten zu Auslandseinsätzen nach dem (im Herbst 2007 ausgelaufenen) Antiterrorismusgesetz. Die Interpretation von Artikel 9 als Verbot jeglicher Streitkräfte, wonach die Selbstverteidigungsstreitkräfte verfassungswidrig wären, wurde bereits von der Sozialistischen Partei in den 1980er Jahren schrittweise aufgegeben.
Lange umstritten war die Haltung der SDP gegenüber Nordkorea, das wegen seines Nuklearprogramms und der Entführungen japanischer Bürger in den 1970er Jahren einerseits und der unzureichenden Aufarbeitung der japanischen Kolonialzeit dort andererseits in ständigem Konflikt mit Japan steht. Inzwischen bemüht sich die Partei, ihre unkritische Haltung früherer Jahre zu relativieren.

### Regierungsbeteiligung
2003 übernahm Mizuho Fukushima den SDP-Parteivorsitz von Takako Doi, die nach dem schwachen Abschneiden bei der Unterhauswahl 2003 im November desselben Jahres zurücktrat. Von 2009 bis 2010 war sie mit der Neuen Volkspartei an der Koalitionsregierung unter Führung der Demokratischen Partei (DPJ) von Yukio Hatoyama beteiligt. Fukushima wurde zur Staatsministerin für Verbraucher und Lebensmittelsicherheit, Bekämpfung des Geburtenrückgangs und Geschlechtergleichstellung ernannt; Kiyomi Tsujimoto war Vizeministerin im Verkehrsministerium. Wegen der Opposition Fukushimas zur Verlegung der Marine Corps Air Station Futenma innerhalb der Präfektur Okinawa entließ Hatoyama sie im Mai 2010. Auch Tsujimoto reichte kurz darauf ihren Rücktritt ein und die SDP verließ die Koalitionsregierung vollständig. Im August des Jahres trat Tsujimoto aus der SDP aus und schloss sich der DPJ an; im Mai 2012 vollzog Tomoko Abe den gleichen Schritt.

### Verkleinerung
Fukushima trat nach den Parlamentswahlen 2012 und 2013 zurück, wonach die SDP nur noch über fünf Abgeordnete auf nationaler Ebene verfügte. Nach mehreren Wochen verständigte sich die Partei auf ein neues Auswahlverfahren für den Parteivorsitz. Zum Wahlkampfauftakt am 27. September 2013 gab es zwei Bewerber für den Parteivorsitz: Taiga Ishikawa, Abgeordneter im Parlament des Tokioter Bezirks Toshima, und Tadatomo Yoshida, Abgeordneter im Oberhaus des nationalen Parlaments. Die Abstimmung unter den 17.410 stimmberechtigten Parteimitgliedern fand am 12. und 13. Oktober 2013 statt, das Ergebnis wurde am 14. Oktober ausgezählt. Yoshida setzte sich mit deutlichem Vorsprung durch. Bei der Oberhauswahl 2016 gewann die SDP nur einen einzigen Sitz im Verhältniswahlkreis (einer stand nicht zur Wahl), und Yoshida erhielt im landesweiten Verhältniswahlkreis nur 153.197 Präferenzstimmen und verlor seinen Sitz – den SDP-Sitz gewann Mizuho Fukushima mit über 250.000 Stimmen. Yoshida stellte wenige Tage später seinen Rücktritt vom Parteivorsitz in Aussicht, verblieb jedoch zunächst im Amt. Nach der Wahl formierte die SDP eine gemeinsame Oberhausfraktion mit der Liberalen Partei, die Kibō no Kai (希望の会, etwa „Hoffnungsversammlung“).
Bei der Unterhauswahl 2017 kooperierte die SDP mit der neu gegründeten Konstitutionell-Demokratischen Partei (KDP) von Yukio Edano und der Kommunistischen Partei (KPJ), sodass in weniger als 20 Wahlkreisen Sozialdemokraten gegen die KDP oder KPJ antraten. Die SDP konnte ihre Abgeordnetenzahl zwar halten, jedoch nicht ausbauen. Im Februar 2018 übernahm der bisherige Generalsekretär Seiji Mataichi den Parteivorsitz, er wurde ohne Gegenkandidaten einstimmig gewählt. Neuer Generalsekretär wurde der Unterhausabgeordnete Hajime Yoshikawa. Im Januar 2019 vereinbarte die SDP mit der KDP die Bildung einer gemeinsamen Fraktion im Oberhaus, nachdem die Liberale Partei die Gemeinschaftsfraktion mit der SDP verlassen und sich der Demokratischen Volkspartei (DVP) angeschlossen hatte. Seit September 2019 ist sie in beiden Kammern Mitglied der Gemeinschaftsfraktionen von KDP, DVP und Unabhängigen.
Im Dezember 2019 hatte der KDP-Vorsitzende Edano der SDP und DVP eine Eingliederung der Parteien in die KDP vorgeschlagen. Nachdem die entsprechenden Verhandlungen zwischen KDP und DVP im Januar 2020 aufgrund des Beginns der regulären Sitzungsperiode des Parlaments ohne Ergebnis unterbrochen worden waren, entschied sich auch die SDP für eine Vertagung der Entscheidung für einen möglichen Zusammenschluss mit der KDP. Am 22. Februar 2020 wurde Mizuho Fukushima einstimmig zur Nachfolgerin des Parteivorsitzenden Seiji Mataichi gewählt und bekleidet diesen Posten somit nach sieben Jahren zum weiten Mal; Generalsekretär Yoshikawa wurde vom ehemaligen Vorsitzenden Tadatomo Yoshida abgelöst.
Im November 2020 wurde auf einem Parteitag die Spaltung der SDP beschlossen. Mehrere Präfekturverbände sowie Generalsekretär Yoshida und der stellvertretende Parteivorsitzende Yoshikawa schlossen sich im Dezember der KDP an, während die restlichen Verbände, die Parteivorsitzende Fukushima und der Unterhausabgeordnete Kantoku Teruya in der SDP verblieben. Somit verfügt die Partei nun über jeweils einen Abgeordneten in den Kammern des Parlaments. Zum Generalsekretär wurde der ehemalige Abgeordnete Ryōichi Hattori ernannt.

## Wahlergebnisse

### National
Nach den Wahlen 2019, 2021, 2022 und den Parteiaustritten 2020 verfügte die SDP noch über zwei Abgeordnete im Nationalparlament. Das rechtliche Parteikriterium erfüllt sie nur noch über die Stimmenzahl bei nationalen Wahlen (mindestens ein Parlamentsmitglied und >2 % der Stimmen landesweit in mindestens einem Wahlsegment bei mindestens einer Wahl von aktuellen Mitgliedern des Parlaments). Durch eine Nachrückerin 2023 wurden es wieder drei Abgeordnete.
| Jahr                                     | Unterhauswahlergebnisse                  | Unterhauswahlergebnisse                  | Unterhauswahlergebnisse                  | Unterhauswahlergebnisse                  | Unterhauswahlergebnisse                  | Unterhauswahlergebnisse | Oberhauswahlergebnisse                | Oberhauswahlergebnisse                | Oberhauswahlergebnisse                | Oberhauswahlergebnisse                | Oberhauswahlergebnisse                | Oberhauswahlergebnisse                | Oberhauszusammensetzung |
| Jahr                                     | Kandidaten                               | Direktwahl                               | Direktwahl                               | Verhältniswahl                           | Verhältniswahl                           | Mandate gesamt          | Kandidaten                            | Direktwahl                            | Direktwahl                            | Verhältniswahl                        | Verhältniswahl                        | Mandate gesamt                        | Oberhauszusammensetzung |
| Jahr                                     | Kandidaten                               | Stimmenanteil                            | Mandate                                  | Stimmenanteil                            | Mandate                                  | Mandate gesamt          | Kandidaten                            | Stimmenanteil                         | Mandate                               | Stimmenanteil                         | Mandate                               | Mandate gesamt                        | Oberhauszusammensetzung |
| ---------------------------------------- | ---------------------------------------- | ---------------------------------------- | ---------------------------------------- | ---------------------------------------- | ---------------------------------------- | ----------------------- | ------------------------------------- | ------------------------------------- | ------------------------------------- | ------------------------------------- | ------------------------------------- | ------------------------------------- | ----------------------- |
| Bei Gründung der SDP/Umbenennung der SPJ | Bei Gründung der SDP/Umbenennung der SPJ | Bei Gründung der SDP/Umbenennung der SPJ | Bei Gründung der SDP/Umbenennung der SPJ | Bei Gründung der SDP/Umbenennung der SPJ | Bei Gründung der SDP/Umbenennung der SPJ | 63/511                  | ← (bis zur Wahl 1996 auf 30 gefallen) | ← (bis zur Wahl 1996 auf 30 gefallen) | ← (bis zur Wahl 1996 auf 30 gefallen) | (bis zur Wahl 1998 auf 20 gefallen) → | (bis zur Wahl 1998 auf 20 gefallen) → | (bis zur Wahl 1998 auf 20 gefallen) → | 39/252                  |
| 1996                                     | 48                                       | 2,2 %                                    | 4/300                                    | 6,4 %                                    | 11/200                                   | 15/500                  |                                       |                                       |                                       |                                       |                                       |                                       |                         |
| 1998                                     |                                          |                                          |                                          |                                          |                                          |                         | 37                                    | 4,3 %                                 | 1/76                                  | 7,8 %                                 | 4/50                                  | 5/126                                 | 13/252                  |
| 2000                                     | 76                                       | 3,8 %                                    | 4/300                                    | 9,4 %                                    | 15/180                                   | 19/480                  |                                       |                                       |                                       |                                       |                                       |                                       |                         |
| 2001                                     |                                          |                                          |                                          |                                          |                                          |                         | 24                                    | 3,5 %                                 | 0/73                                  | 6,6 %                                 | 3/48                                  | 3/121                                 | 8/247                   |
| 2003                                     | 65                                       | 2,9 %                                    | 1/300                                    | 5,1 %                                    | 5/180                                    | 6/480                   |                                       |                                       |                                       |                                       |                                       |                                       |                         |
| 2004                                     |                                          |                                          |                                          |                                          |                                          |                         | 15                                    | 1,8 %                                 | 0/73                                  | 5,6 %                                 | 2/48                                  | 2/121                                 | 5/242                   |
| 2005                                     | 45                                       | 1,5 %                                    | 1/300                                    | 5,5 %                                    | 6/180                                    | 7/480                   |                                       |                                       |                                       |                                       |                                       |                                       |                         |
| 2007                                     |                                          |                                          |                                          |                                          |                                          |                         | 23                                    | 2,3 %                                 | 0/73                                  | 4,5 %                                 | 2/48                                  | 2/121                                 | 5/242                   |
| 2009                                     | 37                                       | 1,9 %                                    | 3/300                                    | 4,2 %                                    | 4/180                                    | 7/480                   |                                       |                                       |                                       |                                       |                                       |                                       |                         |
| 2010                                     |                                          |                                          |                                          |                                          |                                          |                         | 14                                    | 1,0 %                                 | 0/73                                  | 3,8 %                                 | 2/48                                  | 2/121                                 | 4/242                   |
| 2012                                     | 33                                       | 0,7 %                                    | 1/300                                    | 2,3 %                                    | 1/180                                    | 2/480                   |                                       |                                       |                                       |                                       |                                       |                                       |                         |
| 2013                                     |                                          |                                          |                                          |                                          |                                          |                         | 9                                     | 0,5 %                                 | 0/73                                  | 2,4 %                                 | 1/48                                  | 1/121                                 | 3/242                   |
| 2014                                     | 25                                       | 0,8 %                                    | 1/295                                    | 2,5 %                                    | 1/180                                    | 2/475                   |                                       |                                       |                                       |                                       |                                       |                                       |                         |
| 2016                                     |                                          |                                          |                                          |                                          |                                          |                         | 11                                    | 0,5 %                                 | 0/73                                  | 2,7 %                                 | 1/48                                  | 1/121                                 | 2/242                   |
| 2017                                     | 21                                       | 1,2 %                                    | 1/289                                    | 1,7 %                                    | 1/176                                    | 2/465                   |                                       |                                       |                                       |                                       |                                       |                                       |                         |
| 2019                                     |                                          |                                          |                                          |                                          |                                          |                         | 7                                     | 0,4 %                                 | 0/74                                  | 2,1 %                                 | 1/50                                  | 1/124                                 | 2/245                   |
| 2021                                     | 15                                       | 0,5 %                                    | 1/289                                    | 1,8 %                                    | 0/176                                    | 1/465                   |                                       |                                       |                                       |                                       |                                       |                                       |                         |
| 2022                                     |                                          |                                          |                                          |                                          |                                          |                         | 12                                    | 0,3 %                                 | 0/75                                  | 2,4 %                                 | 1/50                                  | 1/125                                 | 1/248                   |
| 2024                                     | 17                                       | 0,5 %                                    | 1/289                                    | 1,7 %                                    | 0/176                                    | 1/465                   |                                       |                                       |                                       |                                       |                                       |                                       |                         |

### Präfekturen
In den 41 (von 47) Präfekturparlamenten, die bei den einheitlichen Wahlen 2023 zur Wahl standen, gewann die SDP insgesamt 3 von 2260 Sitzen.

### Gemeinden
In den 17 (von 20) Großstadtparlamenten, die bei den einheitlichen Wahlen 2023 zur Wahl standen, gewann die SDP vier von 1005 Sitzen.

## Regierungsbeteiligungen
- 1996 82. Kabinett (LDP, SDP, Sakigake) Ryūtarō Hashimoto: sechs SDP-Minister
- (1996–1998 Zusammenarbeit außerhalb des Kabinetts (閣外協力, kakugai kyōryoku) mit dem 83. Kabinett (LDP) Ryūtarō Hashimoto [anfangs numerisch ohne eigene absolute Unterhausmehrheit, daher war die Zusammenarbeit zumindest technisch auch die „Duldung“ einer Minderheitsregierung durch SDP und Sakigake; aber eine Regierungsmehrheit gegen die LDP hätte es 1996 nur hypothetisch unter geschlossener Zusammenarbeit aller anderen Parteien gegeben.])
- 2009–Mai 2010 (Ende der Koalition) 93. Kabinett (DPJ, SDP, NVP) Yukio Hatoyama: eine SDP-Ministerin

## Derzeitige Abgeordnete im Nationalparlament
Stand: Januar 2025
- im Unterhaus in der Gemeinschaftsfraktion Rikken Minshutō/Mushozoku (~ „KDP/Unabhängige“)
  - Kunio Arakaki (Okinawa 2, 2. Amtszeit)
- im Oberhaus in der Gemeinschaftsfraktion Rikken Minshu/Shamin/Mushozoku (~ „KDP/SDP/Unabh.“)
  - Klasse von 2022 (Mandat bis 2028)
    - Mizuho Fukushima (Verhältniswahlkreis, 5. Amtszeit)

  - Klasse von 2019 (Mandat bis 2025)
    - Yūko Ōtsubaki (Verhältniswahlkreis, 1. Amtszeit; im April 2023 Nachrückerin für den zurückgetretenen Tadatomo Yoshida [seit 2020 KDP, aber 2019 auf der SDP-Verhältniswahlliste gewählt])